# Royal Standard Football Club Andrimont
Maillots
Dernière mise à jour : 3 août 2017.
Le Royal Standard Football Club Andrimont est un club de football belge, basé à Andrimont, un village de la commune de Dison. Porteur du matricule 349 a disputé 5 saisons dans les divisions nationales belges, toutes en Promotion, le quatrième niveau national. Lors de la saison 2017-2018, il évolue en deuxième provinciale.

## Histoire
Le Standard Football Club Andrimont est fondé en 1909. Il commence par disputer des matches amicaux contre d'autres équipes de la région liégeoise, et ne rejoint l'Union Belge que le 22 novembre 1923. Le club débute au plus bas niveau régional, comme toutes les « nouvelles » équipes affiliées à la fédération nationale. En décembre 1926, le club reçoit le matricule 349. Le 13 mars 1936, le club est reconnu « Société Royale », et ajoute le préfixe « Royal » à son appellation officielle.
Durant les soixante années qui suivent, le club ne quitte pas les séries provinciales liégeoises. Finalement, il atteint la Promotion, quatrième et dernier niveau national, en 1986. Pour sa première saison en nationales, le club termine septième. Cette performance reste toujours leur meilleur classement historique. Les trois saisons suivantes, le club se maintient aisément en Promotion, terminant une fois neuvième et deux fois dixième. Mais en 1991, le club ne peut éviter la relégation, et est renvoyé en première provinciale à la suite de sa quatorzième place.
Le Standard Andrimont chute alors dans la hiérarchie provinciale. En 2012, il est relégué en troisième provinciale, où il évolue toujours lors de la saison 2013-2014.

## Résultats dans les divisions nationales
Statistiques mises à jour au 13 juin 2013

### Bilan
| Niv | Divisions     | Jouées | Titres | TM Up | TM Down |
| --- | ------------- | ------ | ------ | ----- | ------- |
| I   | 1re nationale | 0      | 0      |       |         |
| II  | 2e nationale  | 0      | 0      |       |         |
| III | 3e nationale  | 0      | 0      |       |         |
| IV  | 4e nationale  | 5      | 0      |       |         |
| V   | 5e nationale  | 0      | 0      |       |         |
|     |               |        |        |       |         |
|     | TOTAUX        | 5      | 0      | 0     | 0       |

- TM Up : test-match pour départager des égalités, ou toutes formes de Barrages ou de Tour final pour une montée éventuelle.
- TM Down : test-match pour départager des égalités, ou toutes formes de Barrages ou de Tour final pour le maintien.

### Classements saison par saison
| Ordre               | Saison  | Nom du club    | Niveau            | Classement final | Remarques |
| ------------------- | ------- | -------------- | ----------------- | ---------------- | --------- |
| 1                   | 1986-87 | RSFC Andrimont | Promotion série D | 7e/16            |           |
| 2                   | 1987-88 | RSFC Andrimont | Promotion série D | 10e/16           |           |
| 3                   | 1988-89 | RSFC Andrimont | Promotion série C | 9e/16            |           |
| 4                   | 1989-90 | RSFC Andrimont | Promotion série C | 10e/16           |           |
| 5                   | 1990-91 | RSFC Andrimont | Promotion série D | 14e/16           | Relégué!  |
| séries provinciales |         |                |                   |                  |           |

## Anciens joueurs connus
- Jurica 'Yuri' Selak, plus connu comme agent de joueurs, notamment de Laurent Ciman ou  Jérémy Perbet, joue à Andrimont de 1987 à 1989.
- Christophe Verbeeren, surnommé Schtroumpf, qui a fait ses premiers pas  a Andrimont, a évolué à Courtrai en 1998 mais une grave blessure ne lui permit pas de se montrer à son meilleur niveau, il évolua par la suite à Eupen, dans l'antichambre de l'élite, durant 3 saisons entre 2002 et 2005[2].

### Sources et liens externes
- (nl) « Fiche de l'équipe », sur Belgian Soccer Database
- Blog officiel du club
- Page du club sur le site de la commune de Dison